# Konrad Mägi
Konrad Vilhelm Mägi (Hellenurme, 1 de noviembre de 1878 – Tartu, 15 de agosto de 1925) fue uno de los primeros pintores modernistas de Estonia y de los países nórdicos, con un legado creativo centrado en paisajes visionarios. Aunque solo trabajó durante dieciséis años, se estima que su producción total ronda las 400 pinturas.
Numerosas exposiciones de su obra se han celebrado en Estonia, y en los últimos años su arte ha sido redescubierto en Europa: en 2017 tuvo lugar una exposición individual de sus pinturas en la Galería Nacional de Arte Moderno de Roma; en 2018, sus obras fueron presentadas en la exposición Almas salvajes: el simbolismo en el arte de los Estados bálticos en el Museo de Orsay; en 2021, más de un centenar de sus trabajos se exhibieron en el Museo EMMA de Espoo, y en 2022, esas mismas obras se mostraron en el Museo de Arte de Lillehammer.
Las obras de Konrad Mägi se valoran especialmente por el uso enérgico e impulsivo del color y por su enfoque panteísta de la naturaleza, lo que lo convierte en una figura singular dentro del modernismo europeo de principios del siglo XX. Mägi trabajó en distintas regiones de Europa, lo que da lugar a etapas muy diferentes dentro de su obra: Dinamarca, Noruega, Francia, la isla de Saaremaa, el sur de Estonia, Italia, entre otras.
La recepción de su arte también ha atravesado distintos periodos. En las décadas de 1920 y 1930, su obra influyó notablemente en gran parte del arte estonio de la época. Durante la Segunda Guerra Mundial, su trabajo fue censurado: las autoridades soviéticas ordenaron la retirada de sus obras de las exposiciones y la destrucción de sus cartas. Esta prohibición se mantuvo hasta mediados de la década de 1950. Hacia finales de esa década, con el relajamiento de las restricciones políticas, la obra de Mägi fue «reintroducida» al público, y se organizaron varias retrospectivas.
A pesar de haber vivido la mayor parte de su vida en ciudades, su obra gira principalmente en torno a los paisajes: entornos desprovistos de presencia humana, donde la naturaleza ofrece experiencias irracionales, místicas, metafísicas y religiosas. La creación de Konrad Mägi está enraizada en tensiones existenciales que lo llevaban a anhelar otros mundos posibles. De joven participó activamente en el movimiento revolucionario, pero más tarde se retiró completamente de la política para centrarse por completo en el arte. Mägi escribió en una ocasión: «La felicidad no es para nosotros, hijos de una tierra pobre. Para nosotros, el arte es la única vía de escape, porque cuando el alma está colmada del sufrimiento eterno de la vida, el arte ofrece aquello que la vida no puede darnos. Allí, en el arte, en la propia obra, uno puede encontrar la paz».
Además de paisajes, Mägi también pintó retratos —incluidos varios de miembros del movimiento feminista— y naturalezas muertas. Fue el primer director de Pallas, la primera escuela superior de arte en Estonia. La salud de Konrad Mägi fue motivo de preocupación constante a lo largo de su carrera: diversas enfermedades provocaron un rápido deterioro de su estado en la década de 1920. Falleció a los 46 años. A día de hoy, se desconoce el paradero de más de la mitad de sus obras.

## Biografía

### Infancia
Konrad Mägi nació el 1 de noviembre de 1878 en el sur de Estonia. Pasó su infancia en el pequeño pueblo de Uderna, cerca de Elva, rodeado de extensos bosques vírgenes y atravesado por una importante línea de ferrocarril. Su padre, Andres Mägi, era un administrador de fincas relativamente acomodado que participó activamente en el movimiento del despertar nacional estonio en la segunda mitad del siglo XIX. Prácticamente no se sabe nada sobre su madre, Leena Mägi. Konrad era el hijo menor de la familia: tenía cuatro hermanos mayores y una hermana mayor; otro hermano había fallecido en la infancia. Es posible que se eligiera el nombre Konrad por la popularidad de los nombres alemanes entre la población rural estonia en aquella época. En Uderna, asistió apenas unos meses a la escuela primaria local.
Algo debió de afectar la salud mental de Andres Mägi, ya que comenzó a cambiar de trabajo con creciente frecuencia. Eso llevó a la disolución de la familia: a los once años, Konrad Mägi se trasladó a Tartu con su madre y su hermana. En el otoño de 1890, comenzó a estudiar en la escuela primaria de tres años de la Iglesia Apostólica Ortodoxa de Tartu, pero abandonó después de solo un par de meses. Años más tarde, se matriculó en la Escuela Municipal de Tartu, aunque tampoco terminó sus estudios allí. En su lugar, comenzó a trabajar como aprendiz de carpintero en una fábrica de muebles local. De ese periodo se conservan algunos diseños de mobiliario realizados por él.

### Descubriendo el arte
En la Estonia del siglo XIX, las bellas artes eran un ámbito al que principalmente tenían acceso los germano-bálticos. La población rural autóctona apenas tenía contacto con el arte, y mucho menos con su creación. No obstante, hacia finales del siglo, comenzaron a surgir diversas actividades culturales, entre ellas un creciente interés por el arte. Konrad Mägi y sus amigos se involucraron activamente en la cultura física y el deporte, pero también se interesaban por el teatro, la literatura, la filosofía y la música clásica.
En 1897, Konrad Mägi empezó a trabajar en la Fábrica de Muebles Bandelier, donde se le encomendó la elaboración de complejas rosetas y volutas. Debido al deseo de los propietarios de la fábrica de mejorar la calidad de sus productos, Mägi y otros empleados fueron inscritos en las clases de dibujo de Rudolf von zur Mühlen. Allí, Mägi estudió dibujo en perspectiva, dibujo técnico y, posiblemente, tuvo sus primeros contactos con la pintura. En 1902, tomó la decisión de ir a estudiar arte en la Escuela Stieglitz de Dibujo Técnico en San Petersburgo.

## Viajes

### San Petersburgo
Konrad Mägi llegó a San Petersburgo en enero de 1903 para estudiar escultura bajo la tutela de Amandus Adamson en la escuela Stieglitz. Sus estudios fueron exitosos y allí conoció a varios otros estonios que aspiraban a convertirse en artistas, entre ellos Nikolai Triik. Sin embargo, no se sentía satisfecho con el enfoque técnico y algo seco del dibujo que se impartía en Stieglitz. Cuando el departamento de escultura fue cerrado tiempo después, Mägi fue perdiendo poco a poco el interés por los estudios. Se sabe que visitaba museos con frecuencia y que quedó especialmente fascinado por las obras de Mijaíl Vrubel y Nikolái Roerich.
Colaboró con diversas publicaciones políticas en Estonia, enviando ilustraciones satíricas con un trasfondo simbólico. También hubo una huelga estudiantil en la escuela Stieglitz, y se cree que Mägi fue uno de sus organizadores. Se negó a continuar sus estudios en una escuela que consideraba atrasada y fue expulsado. Continuó su formación en el estudio de Jakob Goldblatt y también comenzó a impartir clases de arte, pero en abril de 1906 abandonó San Petersburgo.

### Las islas Åland y Helsinki

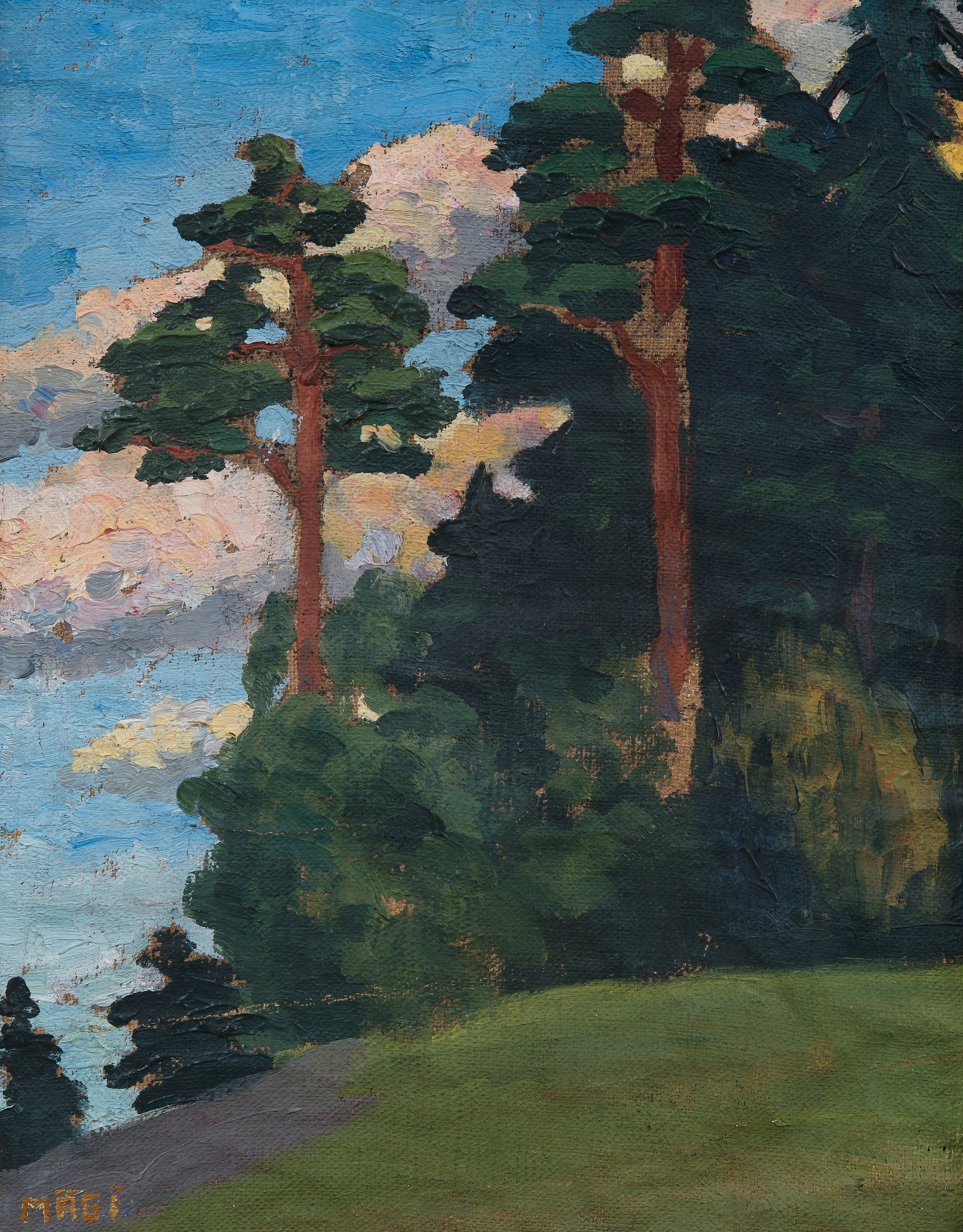
«Motivo de Åland», 1906, óleo sobre lienzo, Colección de Arte Enn Kunila.

Mägi tenía 27 años y aún no había completado una sola obra de arte, aunque su deseo de convertirse en artista crecía cada vez más. Tras abandonar San Petersburgo, decidió pasar el verano de 1906 con sus amigos en las islas Åland. Fascinado por el entorno romántico y siguiendo el ejemplo de Nikolai Triik, Mägi comenzó a pintar por primera vez. Se sabe que en su habitación alquilada había varios bocetos de pintura, pero ninguno de ellos se ha conservado.
Solo se conserva una pintura de su periodo en Åland. Esta obra apenas presenta características de lo que más tarde se convertiría en el estilo representativo de Konrad Mägi. Por fin logró trabajar de manera constante, inspirado por la naturaleza, y ese patrón de vivir en una ciudad y pintar en el campo se convirtió en una constante en su vida a partir de entonces.
En septiembre de 1906, Mägi y sus amigos abandonaron Åland y se trasladaron a Helsinki, donde estudió por un corto tiempo en la escuela de dibujo del Ateneum. También comenzó a dar clases de arte a Anni y August Vesanto, quienes pronto se convirtieron en sus amigos y mecenas. Anni Vesanto vendía las acuarelas de Mägi en su tienda de tabacos, aunque los ingresos que obtenía por ellas eran insignificantes. Su principal sustento provenía de transcribir canciones populares estonias, y tan pronto como logró ahorrar lo suficiente, decidió viajar a París a finales de agosto de 1907.

### París
El primer periodo de Mägi en París se extendió desde septiembre de 1907 hasta la primavera de 1908. «Llevo dos días en París. Alemania no me gustó nada. Su tecnología era fantástica, pero su estupidez lo era aún más. Francia es completamente diferente, los franceses son realmente agradables. París es una ciudad interesante. Hay mucho arte para ver. En general, me gusta estar aquí, aunque llegué con apenas unos francos en el bolsillo», escribió Mägi dos días después de su llegada a París.
En un principio, se alojó en casa del escultor Jaan Koort, pero más tarde se trasladó a la colonia de artistas La Ruche. Estudió dibujo en las instituciones independientes Académie Colarossi y Académie de la Grande Chaumière. Mägi solía visitar exposiciones, aunque no se sentía especialmente atraído por el arte modernista. «Desde luego, no mejora las cosas: a menudo se ve tal basura que ni vale la pena hablar de ello», escribió más tarde sobre las exposiciones parisinas.
Se presume que por aquel entonces Mägi aún no pintaba debido a la falta de dinero. «Todo el dinero que tenía, que no era mucho, por supuesto, lo gasté en tabaco y papel —el tabaco es terriblemente caro y malo—, así que no me quedó nada para materiales», escribió a August Vesanto. Sin embargo, también es posible que sí pintara, pero que esas obras simplemente se hayan perdido. En el invierno de 1908, Nikolai Triik llegó a París desde Noruega, y fue por iniciativa de Triik que Mägi decidió viajar a Noruega durante el verano, pasando por Copenhague, y regresar a París en otoño.

### Noruega
Konrad Mägi tenía la intención de pasar solo un par de meses en Noruega antes de regresar a París. Tenía 30 años y apenas había creado unas pocas obras, mientras su salud comenzaba a deteriorarse poco a poco. En agosto de 1908 se trasladó al campo, donde por fin pudo concentrarse en hacer arte: realizó estudios para practicar su técnica, ya que su objetivo era presentarse a los exámenes de ingreso en la Academia de Bellas Artes de París en otoño. Sin embargo, no disponía del dinero suficiente para abandonar Noruega, así que permaneció allí dos años más.
En Noruega, Mägi finalmente empezó a pintar. No fechaba con precisión sus obras ni indicaba el lugar exacto de los motivos: su propósito era dejar de lado la realidad y captar los ritmos y estructuras que constituyen la verdadera esencia de las cosas y los fenómenos. Participó en una exposición en la Galería Blomqvist de Oslo, aunque sin lograr un gran avance. No obstante, también envió sus obras a Estonia para ser expuestas en una muestra organizada por el grupo literario Noor-Eesti (Estonia Joven) en 1910, y eso marcó el inicio de su reconocimiento en su país natal.
Los paisajes noruegos de Mägi incluyen tanto vistas panorámicas y realistas de la naturaleza como paisajes de turberas casi alucinatorios.

## Fallecimiento
Tras su regreso a Tartu, Mägi comenzó a enseñar pintura de bodegones y paisajes. A mediados de la década de 1920, su salud ya era terminal. Durante su vida, y también en retrospectiva, los médicos han sospechado que pudo haber padecido úlceras gástricas, gastritis, reumatismo, y tuberculosis. En 1924, Mägi viajó a Alemania para recibir tratamiento en un sanatorio. Durante los dos meses que pasó allí, apenas estuvo de pie tres o cuatro días.
En 1925 regresó a Estonia, donde fue tratado en una clínica de enfermedades internas. Su irritabilidad se intensificó, y con el tiempo se ha considerado la posibilidad de que padeciera esquizofrenia, posiblemente provocada por una neurosífilis no tratada. A finales de mayo, sus alumnos lo llevaron a un hospital psiquiátrico, donde su salud se deterioró de forma irreversible. Konrad Mägi falleció el 15 de agosto de 1925 a las 13:20, a los 46 años de edad.